# Копаонички партизански одред
Копаонички народноослободилачки партизански (НОП) одред (познат и под називом Заглавски и Заглавско-тимочки) је био партизанска јединица у саставу Народноослободилачке војске и партизанских одреда Југославије током Другог светског рата у Југославији. 

## Историјат
Формиран је 25. јула 1941. код села Стануловића на планини Копаонику, од рудара из Трепче и шумских радника. При формирању имао је 20, почетком августа око 60, а у октобру седам чета са око 800 наоружаних бораца. Одред је дејствовао у захвату комуникација Рашка—Нови Пазар—Косовска Митровица. Ноћу 17/18. августа порушио је стубове далековода и
жичаре у руднику Трепчи, 23. августа разоружао жандармеријску станицу у селу Ушће и порушио мост на реци Ибру, а 8. септембра поновно је напао на рудник Трепчу и онеспособио га краће време за производњу. Том приликом добио је име Тодор Милићевић, по борцу Одреда који је погинуо у тој акцији. Потом је 23. септембра напао рудник угља у Белом Брду, 3 пута је ослободио варош Рашку (3. и 6. октобра и 8. новембра), а затим и читаву долину реке Ибра од Ушћа до Косовске Митровице. У Рашкој је Одред 6. октобра формирао у свом саставу седам чета. У новембру је водио неколико борби са Немцима и четницима око Рашке и Ушћа. Крајем новембра 1941. Одред се, под притиском јединица немачке 113. дивизије и четника, повукао из Ибарске долине, а 7. децембра напустио Нови Пазар. Његова рударска чета ушла је у састав 4. краљевачког батаљона 1. пролетерске бригаде, а остали део Одреда, који се задржао око Новог Пазара и на Копаонику, разбили су окупатори и четници децембра 1941. На планини Јастрепцу код Три сестрице од пребеглих партизана из нишког логора и од бораца Јастребачког и Топличког НОП одреда поновно је 3. јула 1942. формиран Копаонички НОП одред, са задатком да ослонцем на Копаоник и Голију дејствује на комуникације у долини Ибра. Код села Обли Камен Одред је 8. јула разбио четнике Косте Пећанца, а сутрадан код планинарског дома на Копаонику водио борбу против недићеваца; 10. јула успешно је одбио напад групе немачких војника и четника код села Брвенице, после чега је стигао на Голију. Под притиском непријатеља вратио се на Јастребац, где је расформиран 26. јула; једна чета је ушла у састав Расинског одреда, а друга у Јастребачки НОП одред.